# Hiperhidroză
Hiperhidroza este o afecțiune caracterizată printr-o transpirație abundentă anormală, mult peste ceea ce este necesar pentru reglarea temperaturii corpului. Este asociată deseori cu o calitate scăzută a vieții din perspectivă psihologică, emoțională și socială. Transpirația excesivă poate afecta întregul corp, sau doar anumite zone, în special tălpile, palmele, axilele sau fața.

## Clasificare
Hiperhidroza poate fi generalizată sau localizată în anumite zone ale corpului. Mâinile, picioarele, axilele, abdomenul și spatele sunt cele mai afectate de transpirația excesivă datorită numărului mare de glande sudoripare. Când transpirația excesivă este localizată (ex: tălpi, palme, axilă, față) se referă la hiperhidroza primară sau focală. Când vorbim de o transpirație abundentă la nivelul întregului corp avem de-a face cu hiperhidroză generalizată sau secundară și care poate fi și rezultatul unei condiții medicale. Hiperhidroza primară sau focală poate fi clasificată în mai multe tipuri, în funcție de zona care este afectată: 
- palmă-plantară (transpirație simptomatică numai la nivelul mâinilor sau picioarelor),
- hiperhidroza gustativă (transpirație excesivă la nivelul feței și pieptului după consumul anumitor alimente),
- hiperhidroza axilară (transpirație excesivă la subraț, care este cea mai răspândită formă de hiperhidroză).

Hiperhidroza se mai poate clasifica și în funcție de debut, congenitală (prezentă la naștere, o condiție moștenită) sau dobândită (debutând mai târziu în viață). 

## Cauze și debut
Hiperhidroza primară sau focală, debutează de cele mai multe ori în adolescență, datorită modificărilor hormonale, uneori chiar mai devreme. Trebuie să se facă o deosebire clară între aceasta (hiperhidroza primară sau focală) și cea secundară, al cărei debut poate avea loc oricând în timpul vieții. Hiperhidroza secundară sau generalizată se poate datora unei tulburări de tiroidă sau hipofiza glandelor, diabet zaharat, gută, menopauză, obezitate sau consumul anumitor medicamente. 

### Cauze
Dacă transpirația excesivă nu are la baza nicio cauză medicală, se numește hiperhidroză primară. Acest tip apare atunci când sistemul nervos responsabil cu declanșarea glandelor sudoripare devin hiperactivi și comandă mai multă transpirație decât este necesar în mod normal. Mai multe studii recente clasifică hiperhidroza primară ca fiind, cel puțin parțial ereditară. Dacă transpirația excesivă este atribuită unei condiții medicale vorbim despre hiperhidroza secundară. Afecțiuni ale sănătății care pot provoca transpirația excesivă sunt: hipoglicemie diabetică, endocardita, tulburare de anxietate generalizată, infarct, extenuare de la căldură, HIV/SIDA, hiperhidroză, hipertiroidism (tiroida hiperactivă), leucemiel malarie, efecte secundare ale unor medicamente (beta – blocante și antidepresive), menopauza, obezitate, stres, tuberculoză. Se recomandă consultul unui medic specialist atunci când: transpirația excesivă apare fără nicio cauză externă, mult peste limita obișnuită, transpirația va afectează rutina zilnică, experimentați episoade de transpirație nocturnă fără niciun motiv aparent.

## Tratamentul transpirației excesive

### Antiperspirantele
Prima linie de tratament pentru transpirația excesivă sunt antiperspirantele. Trebuie făcută o delimitare clară între deodorante și antiperspirante. Deodorantele nu opresc transpirația ci doar neutralizează mirosul cauzat de bacteriile care se descompun la nivelul pielii, ca urmare a transpirației abundente. Antiperspirantele reduc sau chiar opresc transpirația excesivă. Antiperspirantele  sunt deosebit de eficiente pentru tratamentul transpirației axilare. În mod normal, este nevoie de trei până la cinci zile pentru a se observa rezultatele utilizării unui antiperspirant profesional (ex: Odaban). Cel mai frecvent efect secundar este iritația pielii. Antiperspirantele au la bază o soluție lichidă. Ele sunt ambalate sub forma de rol–on sau spray. Cele mai eficiente și sigure sunt cele pe baza de spray deoarece diminuează riscul de supradozare, care poate duce la apariția iritațiilor. Medicamentele prescrise în cazul unei hiperhidroze severe sunt anticolinergicele, bazate pe o substanță care inhibă acțiunea acetilcolinei (neurotransmițătorul sistemului parasimpatic) în sistemul nervos vegetativ. Sunt preparate farmaceutice ce au la baza alcaloizi ai plantei denumită mătrăgună – Atropină, scopolamină și hiosciamină. Ele trebuie administrate numai la recomandarea și sub supravegherea medicului deoarece pot duce la complicații severe: uscăciunea gurii, tulburări de vedere, somnolență, retenție de urină, hipertensiune, agitație, convulsii, comă, etc. 

### Toxina botulinici
Injecțiile cu toxina botulinici sunt folosite pentru a bloca controlul neuronal al glandelor sudoripare. Toxina botulinici este o proteină naturală care blochează temporar secreția unor substanțe chimice la nivelul sistemului nervos responsabil de activarea glandelor sudoripare. Când se injectează local în pielea cu transpirații excesive, toxina botulinici blochează fibrele nervoasele stimulează glandele sudoripare, având ca rezultat stoparea producerii transpirației doar în regiunea corpului unde a fost injectată. „Tratamentul este sigur și foarte eficient, cu rezultate, din păcate, temporare, persistând între 4-6 luni', explică dr. Laurențiu Vladau, Clinica Hebra Dermatologie. Un alt tratament încurajator este și iontoforeza, în special pentru palme și tălpi. 

### Chirurgical
Extirparea sau distrugerea glandelor sudoripare este o opțiune pentru cei care se confruntă cu hiperhidroza axilară. Există mai multe metode pentru îndepărtarea glandelor sudoripare cum ar fi: aspirarea glandelor sudoripare, chiuretaj retrodermal, liposucție axilară. Cu o rată de satisfacție în rândul pacienților care au suferit o astfel de intervenție de până la 70% aceasta are de cele mai multe ori și efecte secundare nedorite cum sunt: transpirația excesivă în alte zone ale corpului, unde înainte de intervenție nu erau probleme. Acest efect secundar este întâlnit la 80% din pacienții care au apelat la îndepărtarea glandelor sudoripare. Unii pacienți găsesc transpirația compensatorie tolerabilă în vreme ce 51% dintre pacienți susțin că, calitatea vieții lor a scăzut ca urmare a intervenției. Problema inițiala a transpirației excesive poate sa reapară, ca urmare a regenerării nervoase, uneori în doar 6 luni de când a avut loc procedura chirurgicală. 

## Prognostic
Hiperhidroza poate avea consecințe fiziologice, cum ar fi mâinile reci și umede, deshidratare, infecții ale pielii, dar și efecte emoționale devastatoare asupra individului. Persoanele afectate de hiperhidroză sunt conștiente în mod constant de starea lor și încearcă să își modifice stilul de viață pentru a se adapta acestei probleme. Acest lucru le afectează viața profesională, școlară și socială. Multe sarcini de rutină din viața de zi cu zi pot duce la un nivel disproporționat de transpirație. Se estimează că peste 3% din populația României se confruntă cu transpirația excesivă. Aceasta afectează bărbații și femeile în egală măsură, și cel mai frecvent apare în rândul persoanelor cu vârsta cuprinsă între 25 – 64 de ani, chiar dacă unii sunt afectați timpuriu, încă din copilărie. Aproximativ 30-50% au cel puțin un membru în familie care suferă de hiperhidroză, ceea ce duce la prezumția că această afecțiune ar putea fi moștenită genetic.